# Więzienie Joliet
Joliet Correctional Center (powszechnie znane jako Joliet Prison) – więzienie działające od 1858 r. do 2002 r. w Joilet w stanie Illinois. 

## Historia
Więzienie zostało zbudowane tuż za ówczesnymi granicami miasta Joliet. Przy jego budowie pracowali więźniowie, a całkowity koszt zamknął się w 75 tysiącach dolarów. Więzienie było planowane na 761 skazanych. Otwarto je w 1858 roku i zastąpiło więzienie Alton, które otwarto w 1830 roku i zamknięto w 1860.
Zbudowane z piaskowca budynki zaprojektował William W. Boyington (był również autorem projektów Chicago Water Tower, Hegeler Carus Mansion i Illinois State Capitol w Springfield). Projekt oparł na modelu idealnego więzienia stworzonym przez Jeremy'ego Benthama. W tamtym czasie było to największe więzienie w kraju i stało się wzorcem dla podobnych projektów powstających w USA.
Pierwszych 33 więźniów osadzono w maju 1858 roku. Podczas wojny secesyjnej osadzano tu również jeńców wojennych.
Od początku lat 70. XIX wieku więzienie podpisywało kontrakty na wykorzystywanie więźniów do prac w okolicznych przedsiębiorstwach. W 1872 r. liczba osadzonych osiągnęła 1239 osób, co było rekordową liczbą jeśli chodzi o pojedyncze więzienie.
W 1896 roku po przeciwnej stronie drogi, przy której stało Joliet Correctional Center otworzono więzienie dla kobiet, jednak zamknięto je w 1932 roku.
Konstrukcja więzienia uniemożliwiała łatwą adaptację do podwyższających się standardów więziennictwa. Nie było w nim bieżącej wody, oraz toalet w celach aż do 1910 roku. Rozpoczęcie budowy pobliskiego Stateville Correctional Center w 1917 r. (otwarte w marcu 1925 r.) miało umożliwić szybkie zastąpienie przestarzałego Joliet.
Liczba więźniów osiągnęła 1300 w 1990 r. i pozostawała praktycznie niezmienna (1156 w 2000 r.), jednak więzienie przystosowano do takiej liczby dopiero w latach 1999–2000 (wcześniej było to 1180). W 2000 r. więzienie zatrudniało 541 pracowników. Od lat 90. XX wieku działało głównie jako miejsce umożliwiające klasyfikację więźniów i ich rejestrację przed wyruszeniem dalej do północnego Illinois. Więźniowie przebywali w Joliet nie dłużej niż miesiąc, a przechodziło ich przez nie około 20 tys. rocznie.
Joliet bywało często mylone z Stateville Correctional Center, ze względu na bliskie położenie w Crest Hill. W rzeczywistości są to zupełnie odrębne więzienia. Stateville, podobnie jak Joliet, zostało zbudowane w oparciu o ideę „panoptikonu”.

## Zamknięcie
Więzienie Joliet zostało zamknięte w lutym 2002. Przyczyną były cięcia budżetowe oraz brak możliwości dostosowania budynków więzienia do nowym standardów więziennictwa. Wszyscy więźniowie i większość pracowników została przeniesiona do Stateville, nowo wybudowanej placówki o zaostrzonym rygorze w Crest Hill. Budynki Joliet służyły jeszcze hrabstwu do marca 2004 r., głównie do obsługi nowych obywateli.

## Joliet Prison w mediach

### Piosenki
Nagrany przez Boba Dylana w czasie sesji nagraniowej albumu The Times They Are A-Changin' utwór Percy's Song opowiadający o człowieku, który czyni starania aby uchylono wyrok 99 lat więzienia wydany na jego przyjaciela. W drugiej zwrotce pojawia się:
Tell me the trouble,
Tell once to my ear,
Turn, turn, turn again.
Joliet prison
And ninety-nine years,
Turn, turn to the rain
And the wind.
Także piosenkarz folkowy Steve Goodman w piosence "Lincoln Park Pirates" opowiadającej o cieszącej się złą sławą firmie z Chicago Lincoln Park Towing (usługi pomocy drogowej):
Our drivers are friendly and courteous
Good manners you always will get
For all are recent graduates
Of the "charm school" at Joliet

### Telewizja/Film
Joliet Prison pojawiło się w filmie Johna Landisa z 1980 r. The Blues Brothers zarówno jako miejsce jak i przezwisko głównego bohatera, 'Joliet' Jake Blues' granego przez Johna Belushi.
Więzienie pojawia się również w:
- filmie Wykolejony z Clive'em Owenem i Jennifer Aniston z 2005;
- pierwszym sezonie serialu Skazany na śmierć.
- filmie Spotkajmy się w więzieniu